# Argus Filch
Argus Filch je imaginarni lik iz serije romana o Harryju Potteru britanske spisateljice J. K. Rowling. Nadzire hodnike u Hogwartsu, a ujedno je i školski pazikuća. Iako nije zli lik, ima niski prag tolerancije i veoma je razdražljiv zbog čega je postao veomao nepopularan među učenicima. Filchevi pokušaji da provede pravila protiv učeničkih aktivnosti kao što su izbivanje iz spavaonica noću otežavaju život Harryju Potteru i njegovim prijateljima. Izuzetno dobro poznaje prečace i tajne dvorca i čini se da su jedino blizanci Weasley i Harači znali više o tajnim prolazima od njega.
Filch ima mačku Gospu Norris koju često naziva "moja draga" i "srce". Neostvarena želja mnogih učenika je da "je dobro opale nogom". Ako Gospa Norris uhvati učenika koji je samo malo pretjerao u nečemu, Filch će doći za nekoliko sekundi. Mačka je neko vrijeme slijedila Hagrida kamo god je išao, vjerojatno po Filchevoj naredbi, što pokazuje veliku povezanost između mačke i vlasnika, a zbog čega ju je Hagrid želio upoznati s Očnjakom.
Ime Argus dolazi iz grčke mitologije u kojoj je bilo ime diva sa stotinu očiju koji je služio božici Heri kao čuvar i nadglednik (veoma slično dužnosti Argusa Filcha koji "patrolira" hodnicima Hogwartsa).
Filcha u filmovima glumi David Bradley. Do četvrtog je filma postao komični lik kojeg vidimo kako smiješno trči uokolo i pleše s Gospom Norris.
Filch je godinama pokušavao ponovno uvesti "stare kazne" koje obuhvaćaju vješanje učenika za palce u tamnicama na nekoliko dana, bičevanje i slično. U petoj knjizi, kad je Dolores Umbridge preuzela kontrolu nad Hogwartsom, njegova se želja nakratko ostvarila kad je na snagu stupila Prosvjetna odredba broj dvadesetdevet. Filch je tada Umbridgeicu nazvao "najboljom stvari koja se ikad dogodila Hogwartsu" i bio je jedini od zaposlenika škole koji je stao na njezinu stranu. Kad su Fred i George Weasley "lansirali" svoj vatromet kroz školske hodnike, Filch je jedini pokušavao pomoći Umbridgeici da se riješe vatrometa.
Filch i njegova mačka najveći su Peevesovi neprijatelji s kojim stalno ratuju. Harry i njegovi prijatelji također su ponekad upleteni u njihove sukobe, iako nisu ni na čijoj strani.
U Harryju Potteru i Odaji tajni otkriveno je da je Filch hrkan kad ga je Harry slučajno uhvatio u trenutku dok je pokušavao naučiti osnove magije putem dopisnog tečaja. Njegova nemogućnost služenjem magije koja bi mu pomogla u izvršavanju poslova i činjenica da svuda oko njega učenici uče magiju vjerojatni su uzroci njegove ogorčenosti i cjelokupnog ponašanja.

## Zanimljivosti
- Filch dijeli svoje inicijale s jedinom drugom poznatom hrkanicom, Arabellom Figg.